# Юрковка (Башкортостан)
Юрко́вка (баш. Юрковка) — деревня в Федоровском районе Республики Башкортостан Российской Федерации. Входит в состав Дедовского сельсовета.

## География

### Географическое положение
Расстояние до:
- районного центра (Фёдоровка): 16 км,
- центра сельсовета (Дедово): 1 км,
- ближайшей ж/д станции (Мелеуз): 79 км.

Находится на правом берегу реки Ашкадар.

## Население
| 2002 | 2009 | 2010 |
| ---- | ---- | ---- |
| 185  | →185 | ↘176 |

Национальный состав
Согласно переписи 2002 года, преобладающие национальности — русские (68 %), татары (26 %).